# Вислет
Вислет (нем. Wieslet) — община в Германии, в земле Баден-Вюртемберг. 
Подчиняется административному округу Фрайбург. Входит в состав района Лёррах.  Население составляет 589 человек (на 31 декабря 2006 года). Занимает площадь 6,40 км².